# Gelanes fusculus
Gelanes fusculus är en stekelart som först beskrevs av Holmgren 1860.  Gelanes fusculus ingår i släktet Gelanes och familjen brokparasitsteklar. Arten är reproducerande i Sverige. Inga underarter finns listade i Catalogue of Life.